# 古川浩
古川 浩（ふるかわ ひろし、1966年8月5日 - ）は大阪府出身 のアナウンサー。

## 来歴・人物
関西大学卒業後の1989年に毎日新聞社へ入社するが、僅か3年で退社して1992年4月に耳目社へ転職 。南関東4場・金沢競馬場・新潟県競馬（2001年廃止）で実況アナウンサーとして13年間活動し、2005年退社。2006年4月に北海道競馬運営改善対策室に移籍し、ホッカイドウ競馬でパドック解説の司会進行を担当、2007年より場内実況を担当。2010年には独立してフリーとなり、競馬解説者としても活動を開始。2011年からは場内実況に復帰し、同年5月からは岩手競馬の場内実況も担当。

## 出演していた番組
- 東京シティ競馬中継（東京MXテレビ）

## 主な実況歴

### 南関東4場
- 報知オールスターカップ（2004年, 2005年）
- 金盃（1998年）
- 川崎記念（2001年, 2002年）
- ダイオライト記念（2002年～2004年）
- マリーンカップ（1999年, 2001年～2005年）
- 京浜盃（1996年, 1997年）
- マイルグランプリ（1998年）
- 羽田盃（1999年, 2001年）
- 大井記念（1997年）
- 東京ダービー（1998年, 1999年, 2001年）
- アラブダービー（1996年）
- 東京王冠賞（2001年）
- かしわ記念（2001年, 2002年, 2004年）
- 帝王賞（1998年, 2003年, 2005年）
- ジャパンダートダービー（1999年, 2001年, 2005年）
- サンタアニタトロフィー（1996年, 1998年, 2002年）
- さきたま杯（2003年, 2004年）
- エンプレス杯（1999年）
- 日本テレビ盃（2001年, 2002年, 2004年）
- 東京盃（1995年, 1997年）
- 全日本アラブ大賞典（1996年）
- スーパーダートダービー（1996年, 1997年）
- 彩の国浦和記念（2001年, 2005年）
- クイーン賞（2001年, 2002年, 2005年）
- 全日本2歳優駿（1999年, 2003年～2005年）
- 東京大賞典（1996年, 1999年, 2003年～2005年）

### 新潟県競馬
- 三条記念（1994年）
- 朱鷺大賞典（2001年）
- 新潟グランプリ（1996年）

### 金沢競馬
- サラブレッドチャレンジカップ（2002年～2004年）
- 白山大賞典（2004年）

### ホッカイドウ競馬
- 北斗盃（2013年, 2016年～2018年）
- コスモバルク記念（2012年）
- エトワール賞（2012年, 2013年, 2017年、2021年）
- 星雲賞（2012年, 2013年, 2020年）
- 北海優駿（2011年～2013年, 2016年, 2017年, 2019年）
- 北海道スプリントカップ（2011年～2013年）
- 栄冠賞（2011年～2013年, 2016年, 2017年, 2020年）
- 赤レンガ記念（2011年, 2012年）
- ノースクイーンカップ（2012年）
- ブリーダーズゴールドジュニアカップ（2012年）
- ブリーダーズゴールドカップ（2011年, 2012年, 2016年, 2019年、2021年）
- 王冠賞（2012年）
- リリーカップ（2012年）
- イノセントカップ（2012年, 2016年）
- フローラルカップ（2012年）
- 道営スプリント（2008年, 2011年, 2012年, 2017年, 2019年, 2020年）
- サンライズカップ（2011年～2013年）
- 瑞穂賞（2007年, 2011年～2013年, 2017年, 2018年）
- エーデルワイス賞（2007年, 2011年～2013年, 2019年, 2020年）
- 北海道2歳優駿→JBC2歳優駿（2008年, 2011年～2013年, 2016年～2018年, 2020年）
- 道営記念（2011年～2013年, 2016年, 2017年, 2019年, 2020年）

### 岩手競馬
- マーキュリーカップ（2011年～）
- クラスターカップ（2011年～）
- マイルチャンピオンシップ南部杯（2012年〜）
- JBCレディスクラシック（2014年, 2022年）
- JBCスプリント（2014年, 2022年）
- JBCクラシック（2014年, 2022年）